# مات شامبرلين
مات شامبرلين (بالإنجليزية: Matt Chamberlain)‏ هو طبال وموسيقي أمريكي، ولد في 17 أبريل 1967 في سان بدروس ‏ في الولايات المتحدة.

## وصلات خارجية
- الموقع الرسمي
- مات شامبرلين على موقع IMDb (الإنجليزية)
- مات شامبرلين على موقع ميوزك برينز (الإنجليزية)
- مات شامبرلين على موقع أول ميوزيك (الإنجليزية)
- مات شامبرلين على موقع ديسكوغز (الإنجليزية)